# Facultad de Derecho de Deusto
La Facultad de Derecho de Deusto es la facultad universitaria de la Universidad de Deusto donde se imparten los estudios de Derecho. Se ubica en Bilbao.

## Historia
Fue fundada en 1886 por la Compañía de Jesús como Universidad de la Iglesia de Deusto. Su creación tuvo como objetivo dotar al País Vasco de un centro universitario propio en un momento de expansión económica e industrial.
La primera Facultad que se crea en la Universidad es la Facultad de Derecho.

## Profesores y alumnos
Han sido alumnos de la Facultad de Derecho de Deusto:
- Carlos Garaikoetxea
- Josu Erkoreka
- Maite Iruretagoiena Ibarguren
- Idoia Zenarruzabeitia
- Ricardo Gatzagaetxebarria Bastida
- Juan Luis Ibarra
- Miren Azkarate Villar
- Rafael Herrera Palacio
- María Jesús Carmen San José
- Iñigo Iruin
- Jone Goirizelaia
- Jon Mirena Landa
- Juan María Aburto Rike
- Javier Balza Aguilera
- Mario Fernández Pelaz
- Idoia Mendia
- Isabel Celaá
- Carlos Sobera
- Ana Aguirre Zurutuza
- José Antonio Ardanza
- Emilio Botín
- Mario Conde
- José Manuel García-Margallo
- José Antonio Aguirre
- Sabino Fernández Campo
- José Félix de Lequerica
- Joaquín Almunia
- Antonio Garrigues Walker
- Pedro Luis Uriarte
- Itziar Atienza